# 普雷韦勒
普雷韦勒（法語：Prévelles，法語發音：[pʁevɛl]）是法国萨尔特省的一个市镇，属于马梅尔斯区。

## 地理
普雷韦勒（48°9'10"N, 0°29'0"E）面积4.81 平方千米，位于法国卢瓦尔河地区大区萨尔特省，该省份为法国西北部内陆省份，北起顺时针与奥恩省、厄尔-卢瓦省、卢瓦-谢尔省、安德尔-卢瓦尔省、曼恩-卢瓦尔省和马耶讷省接壤，是法国大西部的入口，连接卢瓦尔河谷、布列塔尼和巴黎盆地。
与普雷韦勒接壤的市镇（或旧市镇、城区）包括：博内塔布勒、拉沙佩勒圣雷米、圣但尼德库德赖。

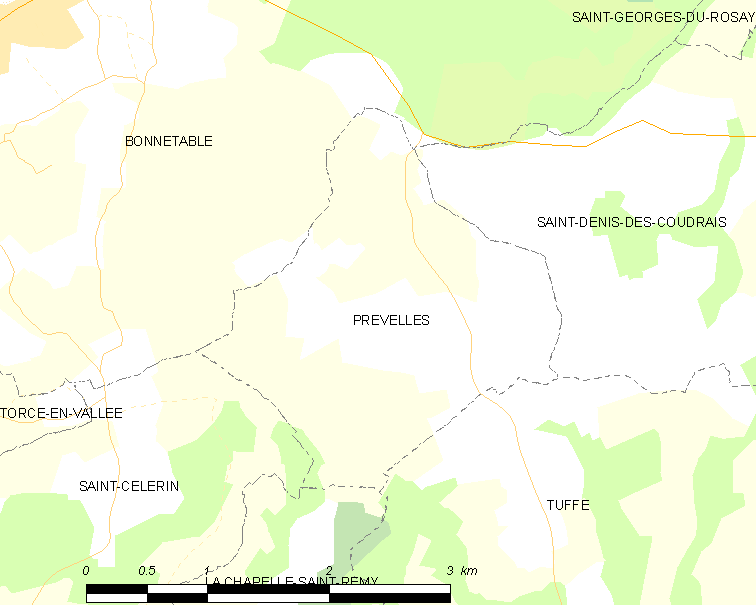
普雷韦勒的OSM定位图

普雷韦勒的时区为UTC+01:00、UTC+02:00（夏令时）。

## 行政
普雷韦勒的邮政编码为72110，INSEE市镇编码为72246。

## 政治
普雷韦勒所属的省级选区为贝尔纳堡县。

## 人口

1962-2008年间普雷韦勒人口变化图示

普雷韦勒于2022年1月1日时的人口数量为193人。